# Pena capital en Texas

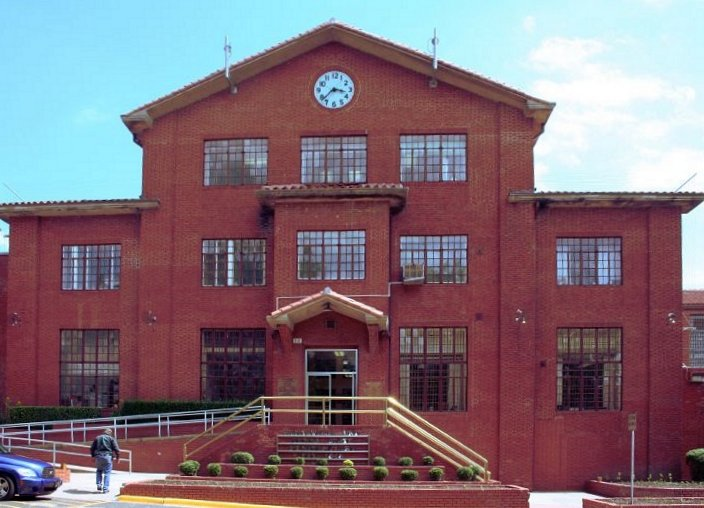
La Unidad de Huntsville tiene la cámara de ejecución del estado de Texas

La pena capital en Texas es una pena de homicidio capital.
La Unidad Allan B. Polunsky en West Livingston tiene el corredor de la muerte para hombres y la Unidad Mountain View en Gatesville tiene la corredor de la muerte para mujeres. La Unidad de Huntsville en Huntsville tiene la cámara de ejecución del estado.
Ahora el estado utiliza la inyección letal con un solo medicamento, pentobarbital, en sus ejecuciones.

## Crímenes capitales en Texas
De acuerdo a los estatutos del código penal del estado de Texas el acusado por asesinato puede ser condenado a muerte si:
1. La víctima es un oficial de seguridad pública (oficial de policía, bombero o un paramedico o integrante de los servicios de salud pública) si este se encuentra en el cumplimiento de su deber y si la persona que comete el delito es consciente de sus funciones.
2. Comete el asesinato de manera intencional en el transcurso o en un intento de un hurto, un asalto, un secuestro, un asalto sexual, un incendio provocado, una represalia u obstrucción o como una forma de amenaza terrorista.
3. Comete el asesinato por remuneración o la promesa de remuneración o emplea a otro para cometer el asesinato a cambio de una remuneración o la promesa de una remuneración.
4. Comete el asesinato si se encuentra prófugo de una institución correccional o intenta fugarse y durante la huida o fuga mate a un oficial del departamento de correccionales de Texas o a un oficial de Policía.
5. Comete el asesinato, mientras está encarcelado, de una persona que está empleada en la operación de la institución penal o con la intención de establecer, mantener o participar en una combinación o en los beneficios de una combinación.
6. Si comete un homicidio mientras esté encarcelado en una institución correccional por homicidio, o esté cumpliendo una condena de Cadena Perpetua o un máximo de 99 años de Prisión por los delitos de asalto sexual, robo o secuestro con agravantes.
7. Asesina a más de una persona durante la misma transacción criminal o durante diferentes transacciones criminales, pero los homicidios se cometen de acuerdo con el mismo esquema o conducta.
8. Si la víctima es una persona menor de diez años.
9. Asesina a otra persona como represalia por el servicio o el estado de la otra persona como juez o juez de la Corte Suprema, el tribunal de apelaciones penales, un tribunal de apelaciones, un tribunal de distrito, un tribunal de distrito penal, un tribunal constitucional tribunal de condado, un tribunal de condado estatutario, un tribunal de justicia o un tribunal municipal.

## Historia
Entre 1819 y 1923 los condados de Texas ejecutaron a personas con ahorcamiento. En 1923 el estado de Texas asumió la responsabilidad de las ejecuciones. Entre 1923 y 1964 el estado de Texas ejecutaron a personas con la silla eléctrica.
Desde 1977 el estado utiliza la inyección letal. Anteriormente utilizó tres medicamentos en su inyección letal: tiopentato de sodio, bromuro de pancuronio y cloruro de potasio.
Entre 1923 y 1965 la Unidad de Huntsville tenía el corredor de la muerte para hombres. En 1965 el corredor se trasladó a la Unidad Ellis, y en 1999 a la Unidad Polunsky.